# Чіово
Чіо́во (хорв. Čiovo, італ. Bua Буа) — хорватський острів в Адріатичному морі поблизу узбережжя Далмації в центрі країни.

## Географія

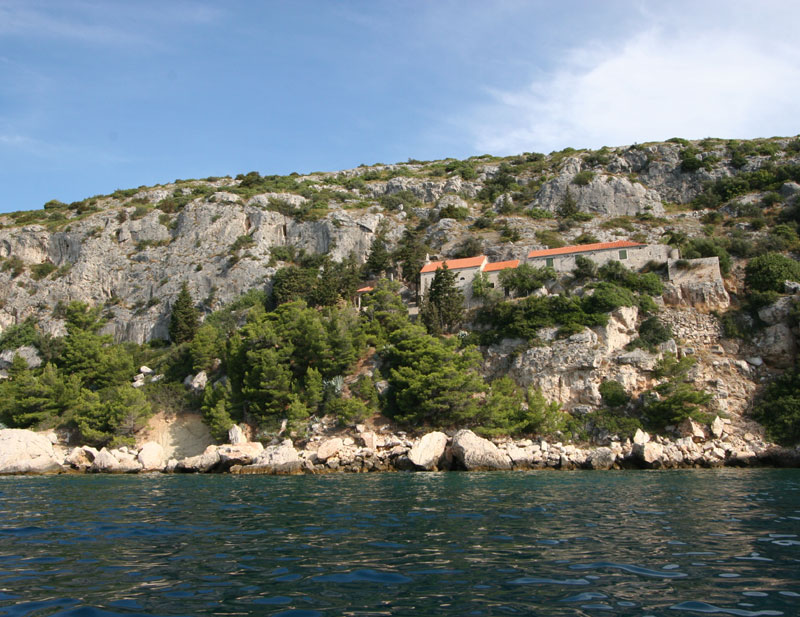
Церква і монастир Діви Марії в Призидниці на Чіово

Площа острова — 28,8 км², довжина — 15,3 км, ширина — до 3,5 км. Довжина берегової лінії — 43,9 км. Населення — 4 455 осіб (2001). Найвища точка острова — Рудине (217 метрів над рівнем моря)
Острів у північній частині відокремлений від узбережжя вузькою протокою, на острівці посеред цієї протоки знаходиться історична стара частина міста Трогір. Сучасний же Трогір поширився як на узбережжі, так і на прилеглу частину острова Чіово. Всі частини Трогіра сполучаються мостами.
У південно-східній частині острів також підходить близько до берега, від мису Мар'ян в межах Спліта Чіово відокремлює 2-кілометрова протока.
Південна частина Чіово називається також Призидниця — слово походить від хорватського «prid zidom», «перед стіною»; йдеться про стіну монастиря Діви Марії.
Крім частини Трогіра, на острові розташовано кілька сіл.

## Рослинність
Рослинність на Чіово є типовою для прибережної Далмації — дуби, мирти, сосни, кипариси. На острові багато інжирових і оливкових садів, виробляється оливкова олія.

## Населення
Чіово, як і решта островів Адріатики був заселений з давніх-давен. Населення острова сильно зросло в XV—XVI століттях, коли там розселилися біженці з районів, зайнятих турками. Чергове збільшення населення Чіово сталося також пізніше, коли на острів розширився Трогір.

## Пам'ятки
Головні визначні пам'ятки Чіово:
- Домініканський монастир св. Хреста (5 кілометрів від Трогіра) XV століття;
- Церква і монастир Діви Марії в Призидниці (хорв.Gospe od Prizidnice, (1546), що є об'єктом релігійного паломництва;
- залишки ранньосередньовічної церкви св. Фуміі на маленькому острівці поряд з південно-західним берегом острова.